# مدرسة الاقتصاد المنزلي والطهي
تقع مدرسة الاقتصاد المنزلي والطهي (بالروسية: Здание школы домоводства и кулинарии) في مدينة روستوف على الدون بروسيا. بُنيت في عام 1901 وفقا لمشروع المهندس المعماري غريغوري فاسيليف. يعتبر المبنى ضمن التراث الثقافي ذي الأهمية الإقليمية.

## تاريخ
في عام 1898، افتتح تاجر روستوف نيكولاي إيليتش توكاريف مدرسة عملية لفن الطبخ والاقتصاد على نفقته الخاصة. في البداية كان يقع في الطابق الثاني من مبنى مدرسة توكاريف للمرأة. في عام 1901، تم بناء مبنى جديد عل حساب توكاريف للمدرسة من قبل المهندس المعماري غريغوري فاسيليف. تبرع التاجر بهذا المبنى إلى المدينة كهدية.
في التسعينات، تمت خصخصة المبنى، وتم فتح مقهى (Teresa) به. في عام 2009، تم الاستحواذ على المبنى من خلال مشروع (Ginza Project) وافتتح نادي مطعم Park Culture به. غيّر المالك الجديد الألوان الأصلية للمبنى، ورسمها بألوان رمادية.

## عمارة
تم بناء المبنى المكون من طابقين بواجهة من الطوب الأحمر مستوحى من العمارة التركيبية، حيث يتم الجمع بين عناصر تصميمه من مختلف الطرز المعمارية. السقف المعدني للمبنى من طراز الفن الجديد، اعتمد في بناء النوافذ على حجر العقد.

## صور

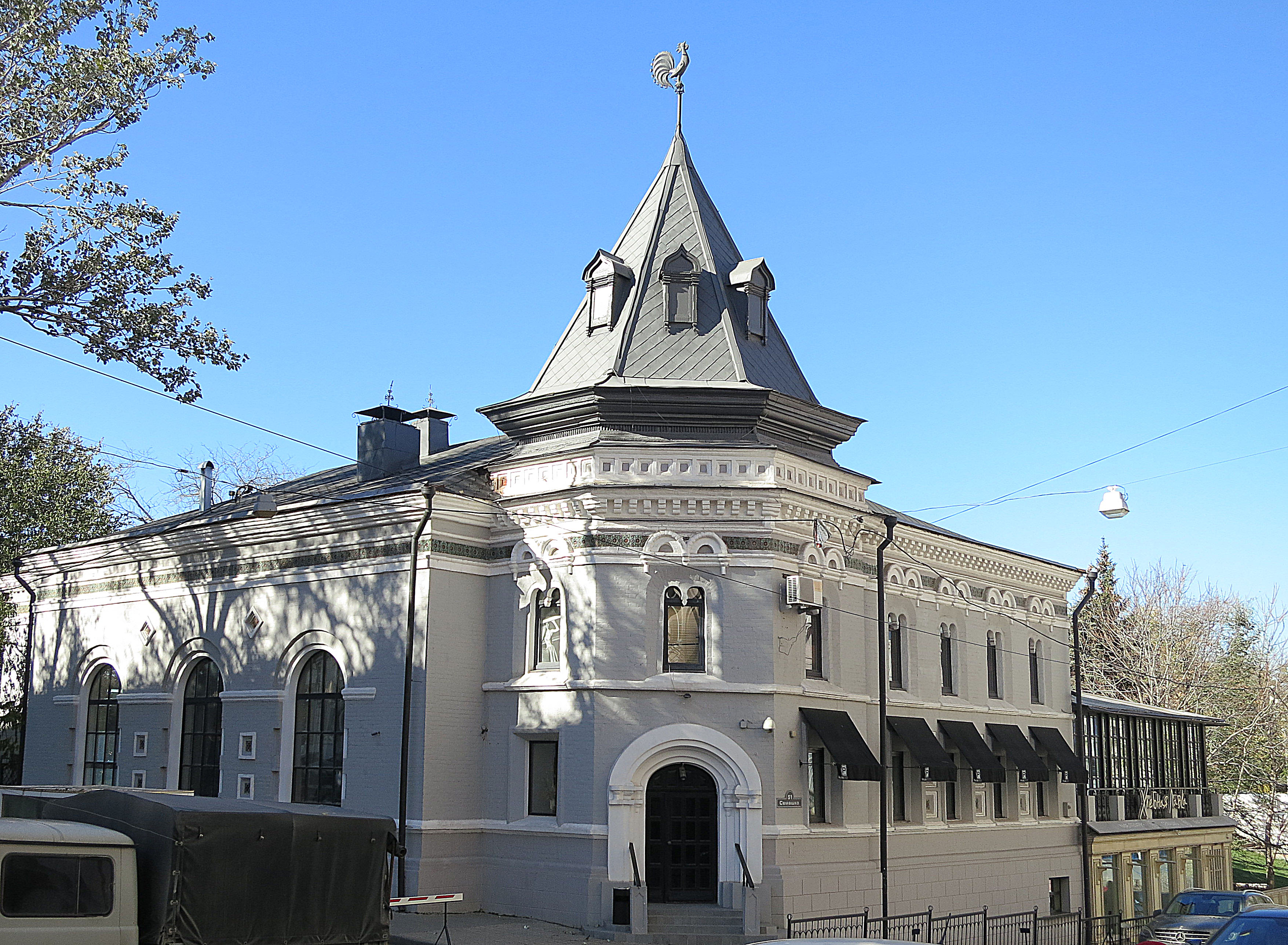
المبنى سنة 2014
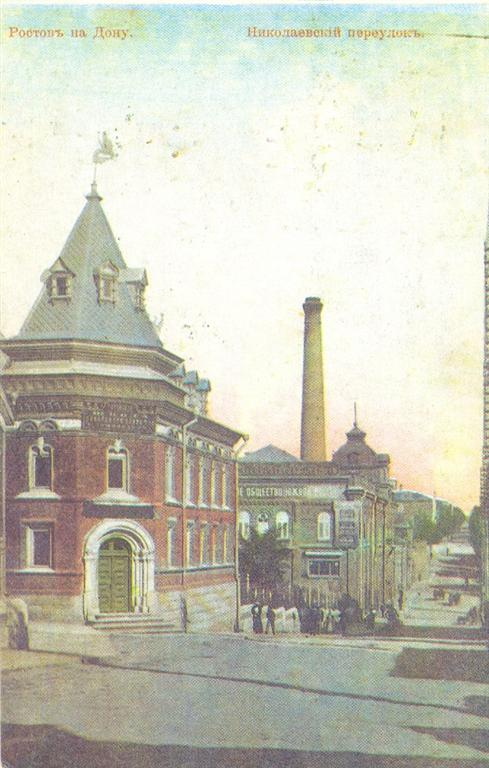
مبنى المدرسة في بداية القرن العشرين